# San Pedro (El Greco, El Escorial)
San Pedro  es una obra del Greco, realizada en 1608 durante su último período toledano. Se conserva en el Real Monasterio de San Lorenzo de El Escorial.

## Introducción
Este lienzo es el pendant de San Ildefonso (El Greco, El Escorial). Ambas obras se debieron destinar originariamente a la iglesia de San Vicente (Toledo), ya que en el retablo mayor de esta iglesia figuraban —hasta hace poco— sendas copias antiguas. El padre Francisco de los Santos no cita estos dos lienzos en su obra del año 1657: "Descripcion breue del monasterio de S. Lorenzo el Real del Escorial, vnica marauilla del mundo; Fabrica del prudentíssimo Rey Philippo Segundo: Aora nueuamente coronada por el Cathólico Rey Philippo quarto el Grande con la magestuosa obra de la Capilla insigne del Pantheon. Y traslación à ella de los Cuerpos Reales",  pero sí que los menciona en la edición de 1698. Por lo tanto, debieron entrar en El Escorial entre las dos fechas mencionadas.
Rafael Ramírez de Arellano, basándose en los inventarios de la iglesia de San Vicente, afirmó que los dos cuadros se habían colocado junto al Retablo de la Inmaculada Concepción (Capilla Oballe). De acuerdo con el segundo inventario realizado por Jorge Manuel Theotocópuli después de la muerte de su padre, se deduce que ambas pinturas no se entregaron a la iglesia de San Vicente hasta después de la muerte del Greco.

## Análisis de la obra
- Monasterio de El Escorial; Comunidad de Madrid;
- Pintura al óleo sobre lienzo;
- Dimensiones: 207 x 105 cm;
- Datación: ca. 1608;
- Consta con el n º. 274 en el catálogo razonado realizado de Harold Wethey, y la referencia 143 en el Tiziana Frati.[4]

Con esta pintura y su pendant, el Greco empieza su etapa final, en la que dominan el canon alargado, una mayor deformación y barroquismo, y una inusual libertad pictórica. La indumentaria de los personajes adquiere valor por sí misma, aparte de su función representativa. El dibujo —aunque perfecto— se ve desbordado por la ingente fuerza del color y por la calidad de las texturas.
La parte superior curva del lienzo fue recortada en un momento indeterminado, san Pedro es representado en la cima de una montaña, portando en su mano izquierda las llaves de la Iglesia, que le fueron confiadas por Jesús. Los brillantes paños amarillos sobre la túnica azul, que contrastan con el celaje azul grisáceo, son propios de la última etapa del Greco.
En los plegados y amplios drapeados de la figura se acentúan tanto las claridades en las zonas de resalto, como la oscuridad en las que quedan en la sombra, creando unas formas que armonizan con el celaje. Si bien la luz deshace en buena parte la concreción de las líneas, el pintor acentúa el contorno donde es preciso. Por ejemplo, ilumina y resigue con pincelada muy clara el hombro izquierdo y la parte alta del brazo de la figura, en contraste con la parte baja del manto, a la altura de las rodillas del santo.